# 16227 Emilykang
A 16227 Emilykang (ideiglenes jelöléssel (16227) 2000 DY73) a Naprendszer kisbolygóövében található aszteroida. A LINEAR projekt keretében fedezték fel 2000. február 29-én.